# Черниговский, Пётр Евдокимович
Пётр Евдокимович Черниговский (15 января 1855, Гельсингфорс — 9 июля 1910) — кораблестроитель, строитель канонерских лодок для Российского императорского флота, главный корабельный инженер Севастопольского порта, организатор судостроительной промышленности, первый начальник Императорского Адмиралтейского судостроительного завода, генерал-лейтенант Корпуса корабельных инженеров.

## Биография
Пётр Евдокимович Черниговский родился 15 января 1855 года в Гельсингфорсе в семье поручика.
В 1872 году поступил воспитанником в Техническое училище Морского ведомства. С 1873 года в службе. По окончании училища в 1876 году был произведён в кондукторы Корпуса корабельных инженеров и направлен для прохождения службы в Санкт-Петербургский порт.
В 1877 года назначен помощником наблюдающего за строительством клипера «Пластун», который строился на Балтийском заводе строителями Н. К. Глазыриным и поручиком Н. А. Арцеуловым. В 1878 году произведён в прапорщики и назначен помощником наблюдающего за строительством клипера «Наездник» и канонерской лодки «Вихрь», которые строились в Новом Адмиралтействе. С 1880 по 1882 год работал в чертёжной инспектора кораблестроительных работ.
В 1882 году был направлен на учёбу в Англию, слушал лекции в Гринвической морской академии. Был произведён в подпоручики. После возвращения в Россию был приравнен к окончившим Морскую академии по первому разряду, получил знак об окончании Морской академии и произведён в поручики. Вновь был отправлен в командировку, но уже в Данию, наблюдающим за постройкой на судостроительной фирме «Бурмейстер и Вайн» канонерской лодки «Манджур». В конце 1887 года, после приёмки корабля и возвращения в Россию, был назначен старшим помощником судостроителя в Санкт-Петербургский порт.

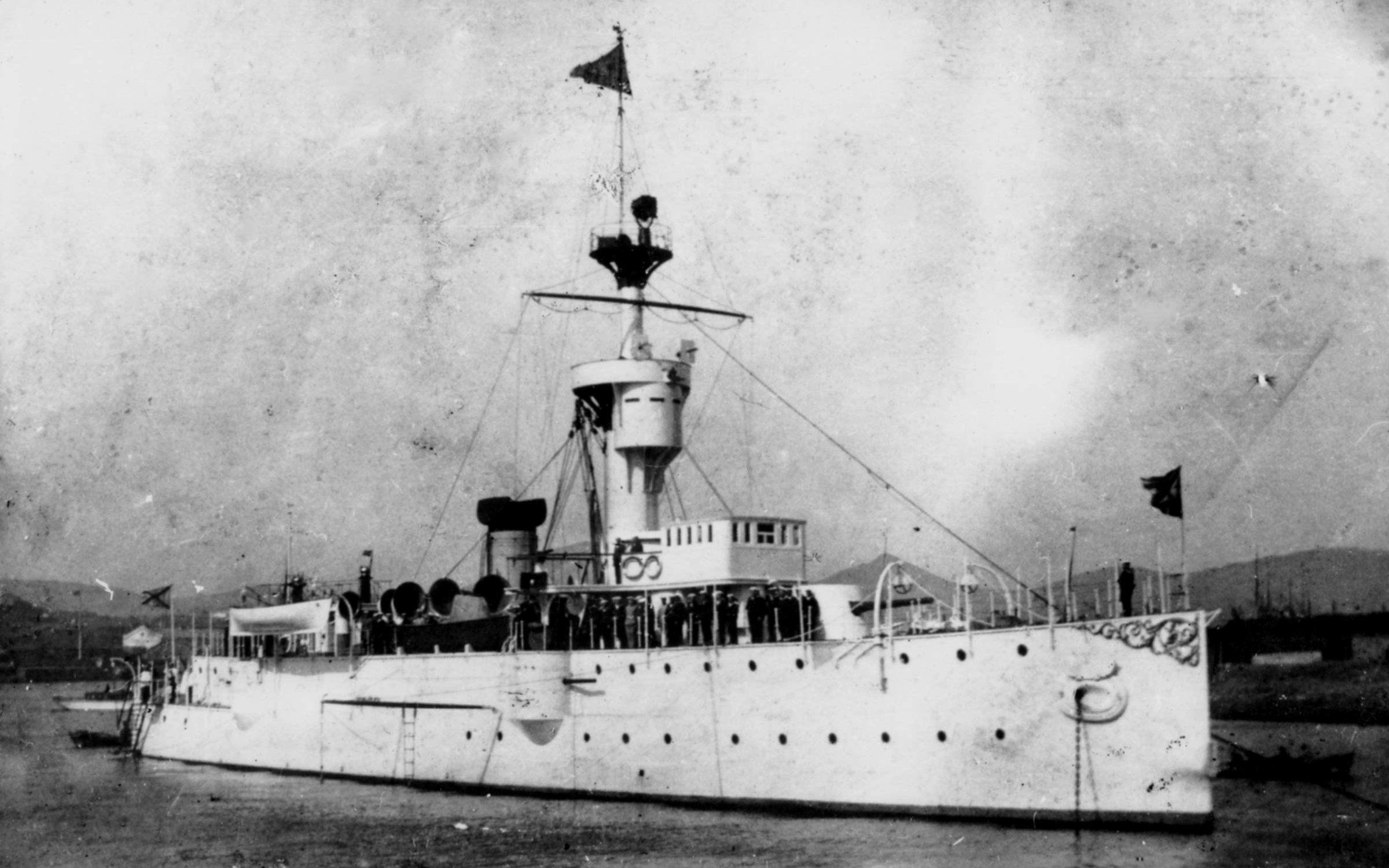
Канонерская лодка «Гиляк»

В 1888 году был помощником строителя мореходной канонерской лодки «Грозящий», заложенной в Новом Адмиралтействе. В 1890 году, после спуска корабля на воду, Черниговского назначили помощником инспектора классов в Техническое училище Морского ведомства. В 1893 году произведён в младшие судостроители, 2 апреля 1895 года награждён орденом Святой Анны 3 степени. В конце того же года был назначен строителем канонерской лодки «Храбрый» в Новом Адмиралтействе.
30 апреля 1896 года Черниговский в Новом адмиралтействе заложил канонерскую лодку «Гиляк». 23 сентября 1897 года лодка была спущена на воду. Достройка на плаву продолжалась ещё почти год.
Осенью 1897 года был командирован на Черноморский флот. Был назначен исполняющим обязанности старшего судостроителя Николаевского порта. В апреле 1898 года был отозван в Санкт-Петербург и командирован в Филадельфию (США) наблюдающим за постройкой на верфи фирмы Крампа эскадренного броненосца «Ретвизан» и бронепалубного крейсера «Варяг». Черниговский выявил ошибку в расчёте водоизмещения «Ретвизана» в 272 тонны, в результате чего реальная осадка броненосца становилась больше, чем это предполагалась по проекту, а метацентрическая высота — меньше. Ошибка в проекте была исправлена. В 1899 году произведён в чин старшего судостроителя. В 1902 году вернулся на Чёрное море на должность главного корабельного инженера Севастопольского порта. Принимал участие в постройке броненосных крейсеров «Очаков» и «Иоанн Златоуст». В апреле 1905 года назначен на должность помощника главного инспектора судостроения.
31 декабря 1907 года в чине генерал-майора Корпуса корабельных инженеров назначен первым директором Императорского Адмиралтейского судостроительного завода.
6 июля 1910 произведён в генерал-лейтенанты Корпуса корабельных инженеров и уволен по состоянию здоровья в отставку. 9 июля 1910 года умер. Похоронен в Санкт-Петербурге.

## Семья
Пётр Евдокимович Черниговский был женат на Анне Карловне — дочери германского поданного, химика из Саксонии Карла Геймана. В 1880 году у них родилась дочь Лидия, которая была единственным ребёнком в семье.

## Награды
- орден Святого Станислава 3 степени (1888);
- орден Святой Анны 3 степени (2 апреля 1895);
- орден Святого Станислава 2 степени (1901);
- орден Святой Анны 2 степени (апрель 1905);
- орден Святого Владимира 3 степени (1907);
- серебряная медаль «В память царствования императора Александра III» (1896)[1][2].